# Раменьє (Орловський район)
Раме́ньє (рос. Раменье) — присілок у складі Орловського району Кіровської області, Росія. Входить до складу Орловського сільського поселення.
Населення становить 6 осіб (2010, 1 у 2002).
Національний склад станом на 2002 рік — росіяни 100 %.